# Mestís

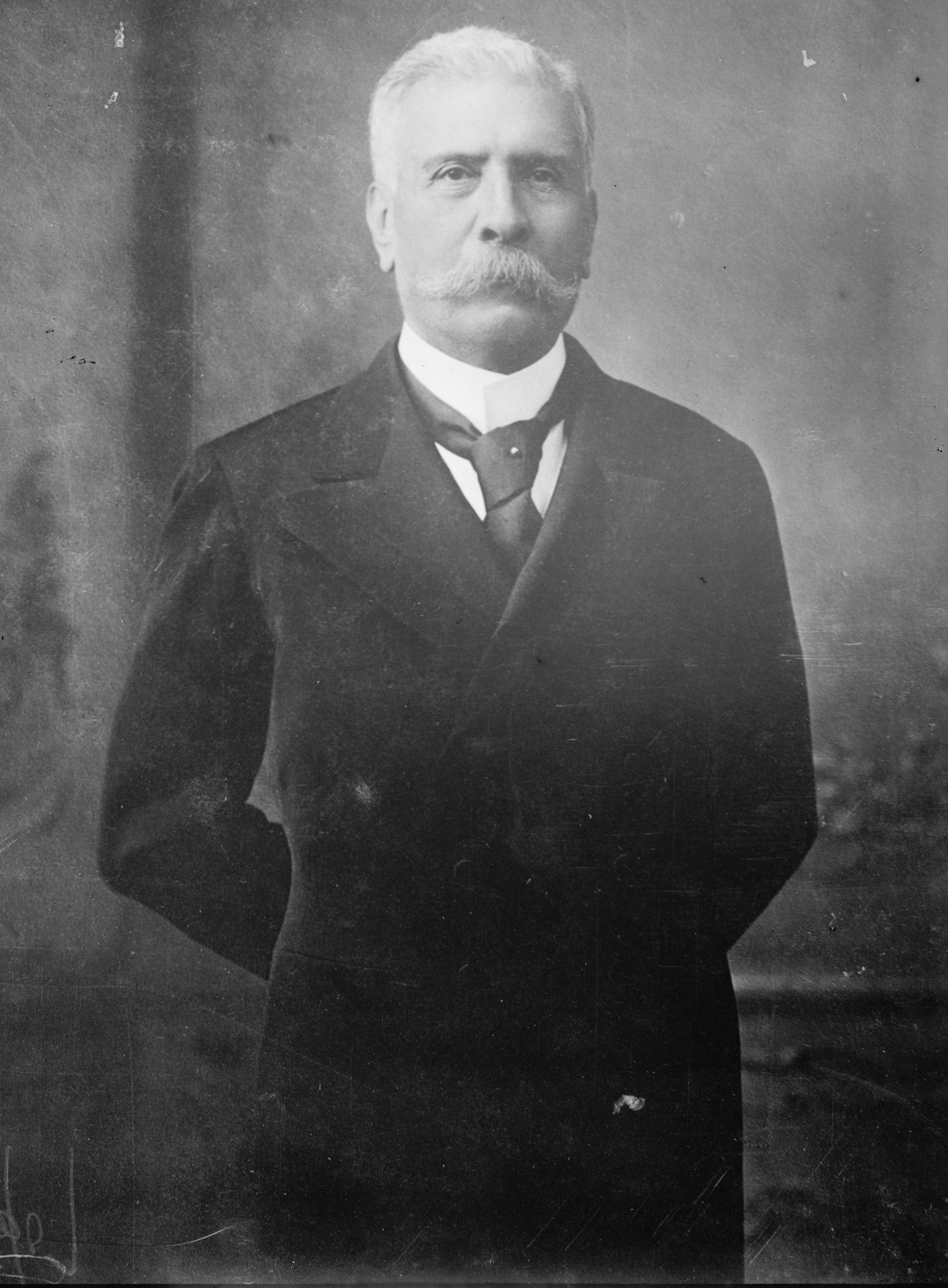
Porfirio Díaz Mori, president de Mèxic de 1876 a 1911. Mestís mexicà, d'ascendencia espanyola i mixteca.

Mestís (mestizo en castellà, mestiço en portuguès, métis en francès, tots els quals provenen del llatí mixticus, participi passat del verb miscere, mesclar) és un terme d'origen castellà utilitzat per designar a les persones d'ascendència mixta, europea i ameríndia. Va ser utilitzat per referir-se a la majoria de la població d'ascendència mixta d'Amèrica des del Canadà fins a la Patagònia. El terme mestissatge, que prové del mateix mot, es refereix a l'encreuament de dues races; en específic dels colonitzadors europeus i dels indígenes. El terme filipí mestiso, amb la mateixa arrel castellana, s'utilitza per referir-se a qualsevol persona d'ascendència mixta filipina, no necessàriament amb ascendència europea.
Actualment remet al procés històric estructuralment generalitzat de barreja i hibridació intercultural en les societats contemporànies.

## Història

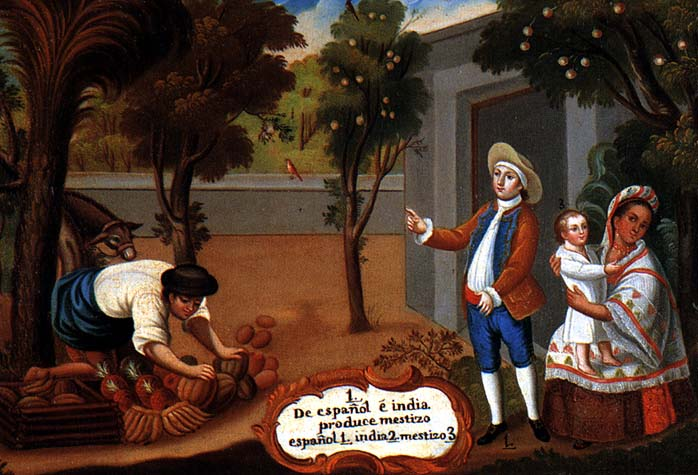
Una representació de mestissos en una "Pintura de Castes" de l'era colonial. "D'espanyol i índia produeix mestís".

La paraula mestís va ser aplicada per l'Imperi Espanyol al segle xvi per denominar a una de les "castes" o "mescles" que integraven l'estratificació social de tipus  racista imposada en les seves  colònies a Amèrica: la del fill d'un pare o mare de raça "blanca" i una mare o pare de raça "ameríndia". El sistema de castes espanyol va derivar de la doctrina medieval dels estatuts de neteja de sang. Les persones classificades com mestisses tenien un estatus social disminuït, que els impedia o limitava el seu accés a l'educació i a posicions de comandament, propietat o prestigi.
Amb les independències americanes els nous estats sorgits al segle xix van abolir les "prerrogatives de sang i naixement", establint la igualtat davant la llei.
Després de la independència, el terme es va mantenir per denominar a les persones o cultures que descendeixen d'indígenes americans, afroamericans i espanyols. En aquest últim sentit s'ha dit que pràcticament tota la població hispanoamericana és mestissa.
El terme prové del llatí mixticius (mescla o mixt) i ha quedat embolicat en la polèmica de les races humanes, que part dels científics actuals neguen, o pretenen substituir per ètnies. En un sentit més ampli, el terme mestissatge també s'utilitza per identificar éssers humans que tenen antecessors pertanyents a diferents ètnies o cultures, donant origen a una nova cultura. En aquest darrer sentit, tots els éssers humans són mestissos.

## Amèrica

### Hispanoamèrica

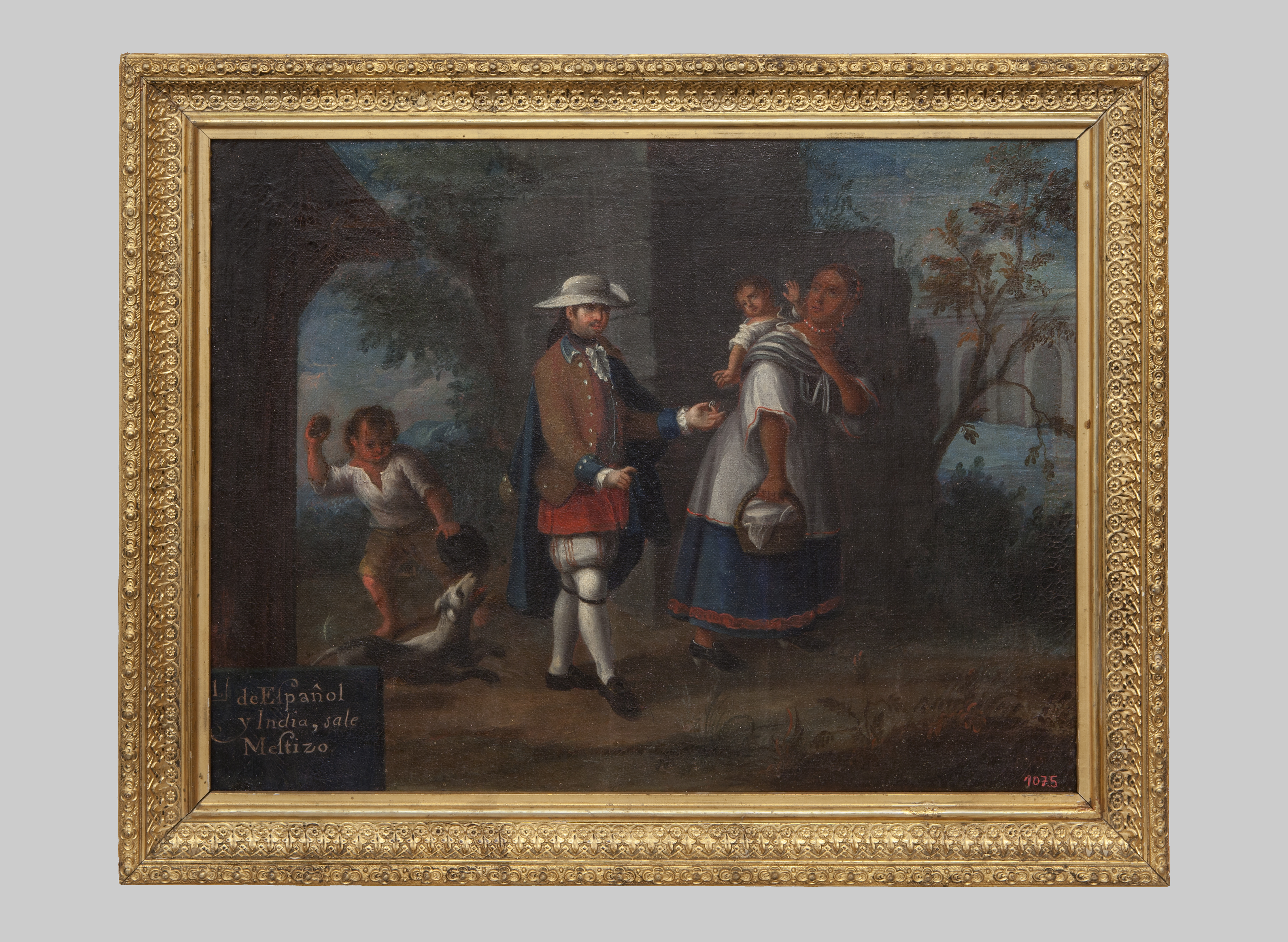
Quadre anònim conservat a la Biblioteca Museu Víctor Balaguer on es pot llegir De Español y India sale Mestizo

El conqueridor espanyol tenia una edat mitjana de 25 anys, i entenia la seva missió a Amèrica com a extensió de la reconquesta espanyola. Les dones espanyoles que van emigrar a Amèrica van ser en una menor proporció, entre una per cada 9 o 8 homes. El mestissatge en aquest continent va sorgir, per això, coetani a l'arribada dels europeus a Amèrica. En general prevalien les relacions monògames, com a extensió cultural espanyola, però amb descendència subjecta a legitimació per la corona, que en general concedia. De fet, la majoria dels descendents dels grans conqueridors espanyols en la primera meitat del segle xvi, eren mestissos, xifra que podria arribar a més del 65% d'espanyols de rangs alts.
Després del període de conquesta, la corona espanyola va pretendre descoratjar el mestissatge, i establir un sistema de castes, similar a com en la península es va fer amb la doctrina de la "neteja de sang" per limitar privilegis, de forma un individu que pertanyia a "races" diferents, tenia la seva sang barrejada, formant part d'una casta, fet que al seu torn repercutia en els seus drets. No obstant això, indiscutiblement, el sistema de castes mai va ser impermeable, en tal magnitud que el conjunt de "castes" va sobrepassar sempre al nombre de blancs.
Es van crear interessos de castes, de tal manera que es va prohibir a uns portar armes, o ser cacics o protectors d'indis, escrivans, corregidors i alcaldes majors, tenir plaça de soldat, obtenir graus universitaris i accedir als ordes religiosos, excepte en el cas que demostressin la seva condició necessària. El problema hauria resultat insignificant si el mestissatge hagués estat escàs, però va resultar que generació rere l'altra ja les castes no podien identificar-se, perdent la funció de rol social pretesa donada pels seus tributs.
El terme "mestís" en l'actualitat és més incert, i s'aplica a persones que comparteixen ascendències europea i ameríndia, siguin qualsevol les proporcions, atribuint diferents significats segons la cultura local.
En països amb majories indígenes, com Perú i Bolívia, el terme "mestís" no ha perdut el seu significat cultural, per exemple, en alguns casos es considera "indígena" només si aquell viu i manté la forma de vida tradicional (vestuari, costums i idiomes indígenes), en un altre cas, se'l considera "mestís". A més, la major part de la petita minoria afroamericana també s'identificaria simplement com "mestís", en comptes de negre, mulat o zambo, per virtut dels seus trets culturals i no per la seva ascendència racial. Aquestes implicacions culturals de "mestís" poden donar lloc a una sobreestimació de la població mestissa, en el cas mexicà fins a una part considerable de la població segons algunes fonts, que d'altra manera no serien mestissos en un sentit racial, sinó específicament, indígenes o africans. Addicionalment, ni el cens mexicà ni el peruà registren raça, de manera que qualsevol càlcul realitzat pels cossos de govern o agències independents són sempre estimacions.
A l'Amèrica del Sud l'escriptor Inca Garcilaso de la Vega, va ser fill del conqueridor Sebastián Garcilaso de la Vega i de la princesa Inca ica Isabel Chimpu Ocllo, es deia a si mateix mestís. Va viure al poble de Montilla, Andalusia, on va morir el 1616.

### Estats Units

#### "Mixed-Bloods" i Mestissos
Als Estats Units Mixed-blood ("barrejat de sang") és el terme més comunament emprat pels nord-americans per designar nord-americans no-hispans d'ascendència europea i ameríndia, mentre que mestís és el terme emprat per designar hispanoamericans i nord-americans hispans d'aquesta mateixa ascendència, siguin nord-americans des de fa generacions o immigrants recents.
Dels mexicano-americans que han viscut al sud-oest dels Estats Units per diverses generacions abans de l'annexió i la incorporació d'aquesta regió als Estats Units, prèviament part de Mèxic, molts s'identifiquen com "mestissos", particularment els que també s'identifiquin com chicanos, entre aquests molts texans.
Dels més de 40 milions d'hispanoamericans i nord-americans hispans als Estats Units, al voltant de la meitat serien mestissos. L'alt índex de natalitat entre hispans als Estats Units s'atribueix sobretot als mestissos. L'altre 48% restant d'hispans s'identifiquen racialment com blancs, encara que d'aquests molts puguin també posseir una bona proporció d'ascendència ameríndia.
Una personalitat nord-americana contemporània d'origen mixed-blood és l'internacionalment aclamat actor Johnny Depp. Depp és d'ascendència  cherokee,  irlandesa,  francesa i alemanya. En el rock, podem trobar a Eddie Vedder (vocalista de Pearl Jam) qui té sang cherokee, Zack de la Rocha, vocalista de RATM, un mestís qui té descendència mexicana per part de pare i americana per part de mare, així com Anthony Kiedis, vocalista de Red Hot Chili Peppers, qui des dels seus inicis ha fet al·lusió amb orgull a la seva ascendència apatxe. Mentrestant, un internacionalment reconegut mestís nord-americà és el campió boxejador Óscar de la Hoya.